# Liana Janáčková
Liana Janáčková (* 17. prosince 1953 Ostrava) je česká politička, v letech 2004 až 2010 senátorka za obvod č. 70 – Ostrava-město, v letech 2012 až 2016 zastupitelka Moravskoslezského kraje, bývalá dlouholetá starostka ostravského městského obvodu Mariánské Hory a Hulváky. V minulosti byla členkou ODS, v roce 2009 krátce místopředsedkyní strany Svobodní a v letech 2017 až 2022 byla místopředsedkyní hnutí NEZ.

## Život
V roce 1973 odmaturovala na ostravském Matičním gymnáziu. V roce 1979 absolvovala Fakultu architektury Vysokého učení technického v Brně. V letech 1980–1990 pracovala jako projektantka ve firmách Stavoprojekt Ostrava a Drupos Ostrava. V současnosti žije v Mariánských Horách. Je rozvedená a má dvě dcery.

## Politická činnost
V roce 1990 byla zvolena starostkou městského obvodu Mariánské Hory a Hulváky. Po roztržce se straníky kvůli nominaci Hany Herákové vystoupila v roce 2004 z ODS, ve které byla od roku 1992. V témže roce byla zvolena senátorkou (nahradila Mirka Topolánka). V Senátu byla místopředsedkyní Výboru pro vzdělávání, vědu, kulturu, lidská práva a petice, Stálé komise Senátu pro sdělovací prostředky a členkou Volební komise. 
V komunálních volbách na podzim 2006 sice její hnutí Nezávislí vyhrálo volby a ona sama získala nejvíce hlasů, avšak ve funkci starostky ji na pár měsíců nahradil občanský demokrat Radomír Michniak, který sestavil koalici ODS, KDU-ČSL a ČSSD. Michniak ve funkci vydržel jen několik měsíců – 6. června 2007 byl z funkce sesazen a jeho funkci získala opět Janáčková. Počátkem roku 2009 se stala členkou a následně místopředsedkyní strany Svobodní. Na tuto funkci rezignovala 14. dubna 2009 a dva měsíce poté ze strany vystoupila.
Ve volbách 2010 svůj mandát senátorky neobhájila, když byla ve 2. kole poražena sociálním demokratem Antonínem Maštalířem.
V krajských volbách v roce 2012 byla zvolena zastupitelkou Moravskoslezského kraje. Ve volbách v roce 2016 byla lídryní kandidátky hnutí NEZ v Moravskoslezském kraji, ale neuspěla (její hnutí získalo jen 2,75 % hlasů).
Ve volbách do Poslanecké sněmovny PČR v roce 2013 kandidovala v Moravskoslezském kraji jako lídryně strany Hlavu vzhůru – volební blok, ale neuspěla.
V komunálních volbách v roce 2014 kandidovala jako lídryně hnutí NEZ do Zastupitelstva města Ostravy a byla tudíž kandidátkou hnutí na post ostravské primátorky, avšak hnutí se do zastupitelstva nedostalo. Zároveň se znovu ucházela o post starostky Městského obvodu Mariánské Hory a Hulváky (opět jako lídryně hnutí NEZ). V městském obvodu hnutí volby vyhrálo (získalo 6 mandátů) a Liana Janáčková byla na začátku listopadu 2014 opět zvolena starostkou.
Ve volbách v roce 2018 byla znovu zvolena z pozice lídryně hnutí NEZ zastupitelkou městského obvodu. Dne 5. listopadu 2018 se však novým starostou městského obvodu stal její stranický kolega Patrik Hujdus.
Ve volbách do Senátu PČR v roce 2016 kandidovala za hnutí NEZ v obvodu č. 70 – Ostrava-město a pokoušela se tak o návrat do horní parlamentní komory. Se ziskem 19,53 % hlasů postoupila z prvního místa do druhého kola, v němž však prohrála poměrem hlasů 48,18 % : 51,81 % s nezávislým kandidátem Zdeňkem Nytrou. Senátorkou se tak znovu nestala.
V dubnu 2017 se stala místopředsedkyní hnutí NEZ. Ve volbách do Evropského parlamentu v květnu 2019 kandidovala jako členka hnutí NEZ na 2. místě kandidátky subjektu s názvem „Strana soukromníků České republiky a NEZÁVISLÍ s podporou Občanské demokratické aliance a profesních společenstev“, ale zvolena nebyla.
Ve volbách do Senátu PČR v roce 2020 kandidovala za hnutí NEZ v obvodu č. 72 – Ostrava-město. Se ziskem 12,26 % hlasů skončila na 4. místě a do druhého kola nepostoupila.
V komunálních volbách v roce 2022 opět kandidovala do zastupitelstva městské části Ostravy Mariánské Hory a Hulváky, tentokrát však za hnutí PRO Zdraví. Mandát zastupitelky se jí ale obhájit nepodařilo.
Ve volbách do Senátu PČR v roce 2022 kandidovala za hnutí PRO Zdraví v obvodu č. 70 – Ostrava-město. Se ziskem 12,93 % hlasů se umístila na 5. místě a do druhého kola voleb nepostoupila.
Ve volbách do Senátu PČR v roce 2024 kandidovala jako nestranička za Svobodné v obvodu č. 71 – Ostrava-město. Se ziskem 9,93 % hlasů skončila na 4. místě, a senátorkou se tak nestala.
Ve sněmovních volbách v roce 2025 kandiduje na 3. místě kandidátní listiny Motoristů sobě v Moravskoslezském kraji.

## Kontroverze
- Je známa svým nesmlouvavým postojem k romským obyvatelům a také ostrými výroky vůči nim. V srpnu 1997 navrhla, že obvod přispěje na letenku Romům, kteří chtěli emigrovat do Kanady. Podmínkou bylo, aby vrátili dekret na byt a odhlásili se z trvalého bydliště. Janáčková tehdy svůj návrh bránila tím, že „je to pomoc oběma skupinám lidí, které spolu nemohou a ani nechtějí žít“.[zdroj?]

- Mediální pozornost vyvolalo v červenci 2007 zveřejnění záznamu veřejného jednání s problémovými občany na bytovém odboru, ve kterém se mimo jiné označila za rasistku.[28] Zvukovou nahrávku ze dne 15. srpna 2006 tajně pořídil Dalibor Černík. Starostka nahrávku nejdříve odmítla, později se přiznala s tím, že výroky měly formu „řečnické otázky“. Za aférou viděla politický atak Radomíra Michniaka zejména proto, že zveřejnění nahrávky přišlo téměř rok po jejím pořízení. V reakci na zveřejněný záznam zaslala dne 10. července 2007 Liga proti antisemitismu otevřený dopis do českého Senátu, kde „protestuje proti rasistickým výrokům senátorky a starostky ostravského městského obvodu Mariánské Hory a Hulváky Liany Janáčkové“. Přesto, že senátorka o zbavení imunity sama požádala, Senát ji za její výroky o Romech k trestnímu stíhání nevydal.[29]

- Když v březnu 2010 došlo v ostravské osadě Bedřiška k útoku zápalnou láhví na dům romské rodiny Podraných, byla Janáčková nařčena Dušanem Podraným, že jako starostka Mariánských Hor a Hulvák, vystěhováním rodiny do osady Bedřiška, útok zavinila.[30] Senátorka reagovala prohlášením, ve kterém odsoudila jakékoliv extremistické akce a zároveň vyjádřila názor, že by se mohlo jednat o fingovaný útok, který měl rodině usnadnit vycestování do Kanady nebo Velké Británie.[31]